# Stora Grytgölen (Rumskulla socken, Småland)
Stora Grytgölen är en sjö i Vimmerby kommun i Småland och ingår i Motala ströms huvudavrinningsområde.